# 胡讓
胡讓 （1385年—1444年），字仲遜，四川重慶府巴縣西隅人，民籍，治《書經》，年二十八歲歲中式永樂十年壬辰科第三甲第五十七名進士。十一月初九日生，行一，曾祖胡泰山；祖胡海；父胡彥芳；母劉氏。具慶下，妻童氏，弟誼；誠；誌。由國子生中式四川鄉試一百二十二名舉人，會試中式會試四十四名。